# Marcos Siebert
 (juin 2019).
Si vous disposez d'ouvrages ou d'articles de référence ou si vous connaissez des sites web de qualité traitant du thème abordé ici, merci de compléter l'article en donnant les références utiles à sa vérifiabilité et en les liant à la section « Notes et références ».
Pas d'image ? Cliquez ici
Marcos Siebert, né le 23 mars 1996 à Mar del Plata, en Argentine est un pilote automobile argentin.

## Biographie

### Débuts en Formule Metropolitan puis en Formule Renault 2.0 (2011-2013)
En 2015, Siebert fait ses débuts en monoplace en Formula Metropolitan. Il se classe douzième de la saison 2012 avec 37 points. La saison suivante en 2013 il s'engage en Eurocup Formula Renault 2.0 avec Jenzer Motorsport mais réalise une mauvaise saison, il ne termine que vingt-quatrième avec 2 points. Parallèlement il dispute deux en Formula Renault 2.0 Alps où il marque 10 points mais finit vingt-quatrième.

### Engagement en Formule 4 Italienne (2015-2016)
Après une année sabbatique en 2014, Siebert s'engage en Championnat d'Italie de Formule 4 où il dispute 20 courses, en remporte deux et signe deux meilleurs tours et termine cinquième avec 112 points pour sa première saison. Pour sa deuxième saison, il réalise quatre pole-positions, signe quatre victoires, un tour le plus rapide et monte neuf fois sur le podium décrochant le titre de champion avec 231 points juste devant Mick Schumacher.

### Une année en GP3 Series (2017)
Après avoir été pilote de réserve en 2016, Siebert rejoint le championnat de GP3 Series au sein de l'écurie Campos Racing. Il aura d'abord fallu effectuer des essais fructueux avec Jenzer Motorsport et Trident Racing avant d'être engagé dans l'écurie espagnole., Il prend part à quinze courses dans le championnat ne terminant que seizième avec 14 points après avoir notamment signé une quatrième place lors de la course italienne.

### Formule 3 espagnole et Open Euroformula (2018)
En 2018, Siebert rejoint le championnat Euroformula Open au sein de l'écurie Campos Racing. Il dispute toutes les courses termine à la troisième place avec 195 points signant au passage une victoire, une pole-position, un tour le plus rapide et sept podiums. Il dispute également six courses en championnat d'Espagne de Formule 3 où il signe une victoire et quatre podiums.

## Carrière

### Résultats en monoplace
| Saison | Championnat                        | Équipe               | Courses | Victoires | Pole positions | Meilleurs tours | Podiums | Points | Classement |
| ------ | ---------------------------------- | -------------------- | ------- | --------- | -------------- | --------------- | ------- | ------ | ---------- |
| 2011   | Formula Metropolitan               | Re Competición       | 0       | 0         | 0              | 0               | 0       | 0      | n.c        |
| 2012   | Formula Metropolitan               | Scuderia Ramini      | 4       | 0         | 1              | 0               | 2       | 37     | 12e        |
| 2013   | Eurocup Formula Renault 2.0        | Jenzer Motorsport    | 14      | 0         | 0              | 0               | 0       | 2      | 24e        |
| 2013   | Formula Renault 2.0 Alps           | Jenzer Motorsport    | 2       | 0         | 0              | 0               | 0       | 10     | 24e        |
| 2015   | Championnat d'Italie de Formule 4  | Jenzer Motorsport    | 20      | 2         | 0              | 2               | 4       | 112    | 5e         |
| 2015   | GT4 European Series                | Sofia Car Motorsport | 2       | 0         | 0              | 1               | 1       | 33     | 13e        |
| 2016   | Championnat d'Italie de Formule 4  | Jenzer Motorsport    | 21      | 4         | 4              | 1               | 9       | 231    | Champion   |
| 2017   | GP3 Series                         | Campos Racing        | 15      | 0         | 0              | 0               | 0       | 14     | 16e        |
| 2018   | Euroformula Open                   | Campos Racing        | 16      | 1         | 1              | 2               | 7       | 195    | 3e         |
| 2018   | Championnat d'Espagne de Formule 3 | Campos Racing        | 6       | 1         | 0              | 0               | 4       | N/A†   | n.c        |
| 2019   | Formule Régionale Europe           | US Racing            | 13      | 0         | 0              | 1               | 1       | 70     | 8e         |

† Siebert étant un pilote invité, il était inéligible pour marquer des points.